# Natri 2-anthraquinonsunfonat
Natri 2-anthraquinonsunfonat (AMS) là một dẫn xuất tan được của anthraquinon.

## Phụ gia chiết xuất trong việc làm giấy
AMS được dùng làm xúc tác trong sản xuất bột giấy kiềm trong quá trình soda. Nó đi qua một chu trình oxy hóa khử tương tự anthraquinon để tạo tác dụng xúc tác. AMS được khám phá làm xúc tác nghiền bột hiệu quả trước cả anthraquinon, nhưng lại có giá thành cao hơn.